# كلاتك سر (غافروبارمون)
كلاتك سر (بالفارسية: کلاتک سر) هي قرية تقع في إيران في هرمزغان. يقدر عدد سكانها بـ 121 نسمة بحسب إحصاء 2016.